# اردوگاه رأس‌العین
اردوگاه رأس‌العین (ارمنی: Ռաս ուլ-Այնի կայանատեղի; انگلیسی: Ras al-Ayn Camps) یک اردوگاه مرگ صحرایی در نزدیکی شهر رأس‌العین سوریه بود که ارمنی‌ها در جریان نسل‌کشی ارمنی‌ها به آنجا تبعید شدند. این اردوگاه رنجی که ارمنی‌ها متحمل شدند را نشان می‌دهد.

## تاریخچه
رأس‌العین یکی از اماکن اصلی گردآوری ارمنی‌های تبعیدی بود. سپتامبر ۱۹۱۵ آغاز ورود گروه‌هایی از پناهندگان به اردوگاه رأس‌العین (معمولاً از زنان و کودکان تشکیل می‌شد) پس از یک سفر خسته‌کننده بود. در آوریل ۱۹۱۶، کنسولگری آلمان «کشتار مجدد در رأس‌العین» را گزارش نمود: "روزانه ۳۰۰ تا ۵۰۰ تبعیدی را از اردوگاه کار اجباری خارج کرده و در فاصلهٔ ۱۰ کیلومتری رأس‌العین سلاخی می‌کنند." در تابستان ۱۹۱۶ دور جدیدی از قتل‌عام در مناطق دیرالزور سوریه، رقه و رأس‌العین توسط دولت ترکیه اعمال شد. در سال ۱۹۱۶ بیش از ۸۰٬۰۰۰ ارمنی در رأس‌العین قتل‌عام شدند. بر اساس گزارش‌ها تنها در یک روز ۳۰۰–۴۰۰ زن کاملاً برهنه وارد اردوگاه شده و توسط چچن‌های محلی و ژاندارمری مورد غارت و چپاول قرار می‌گرفتند. «تمام بدن‌ها بدون استثناء کاملاً برهنه شده بودند و زخم‌هایی که در بدن‌ها ایجاد شده بود نشان می‌داد قربانیان بعد از اعمال جنایاتی که قابل بیان نیستند کشته شده‌اند». «در غارت و کشتن افراد بیگناه هیچ اشتباهی رخ نداد، زیرا در محکمهٔ محلی (فرماندار) دستور قتل‌عام ارمنی‌ها را صادر می‌کرد». دیری بیگی فرزند جمال بیگی مدیر مالی ترکیه در حلب جلاد رسمی ارمنی‌ها در اردوگاه رأس‌العین بود. به‌صورتی خشونت‌آمیز جواهرات ارمنی‌ها را قبل از قتل می‌ربودند و جوان‌ترین دختران خانواده‌های خوب را برای حرم‌سرای خود نگه می‌داشتند.

یک شاهد عینی این جنایات با عنوان ارمنی‌ها از زیارت مرگ می‌گویند نوشت:
«در حالی که ما سربازان ترکیه را با شمشیرهای از نیام کشیده در حال رژه می‌دیدیم، ناگهان مسیر خود را به سمت انبوه جمعیت تغییر دادند و مانند حیواناتی که در گله گوسفند هستند گم شدیم، بسیاری از آن جمعیت کشته و زخمی شدند و برخی هنوز تحت تأثیر زخم شمشیرهای خونین صحرای رأس العین قرار دارند، آنها این مکان را برای قتل‌عام و سلاخی برگزیده بودند، تا هرکس به آن تبعیدگاه فرستاده شد، کشته شود»
چندین بار، تمامی اردوگاه رأس‌العین تحت عنوان محل آزار و شکنجه و همه‌گیری حصبه برچیده شد. به گفتهٔ هنری مورگنتاو سفیر آمریکا تمامی مسیر رأس‌العین حاکی از یک وحشت طولانی از رنج مسافران ارمنی را نشان می‌دهد.